# La Prunelle de mes yeux
Pour plus de détails, voir Fiche technique et Distribution.
La Prunelle de mes yeux est une comédie française réalisée par Axelle Ropert, sortie en 2016.

## Synopsis
Élise est aveugle, Théo est son voisin. Théo va se mettre dans la peau d'un aveugle, et tous deux verront leurs chemins réciproquement modifiés...

## Fiche technique
- Titre de travail : Souvenir
- Réalisation : Axelle Ropert
- Scénario : Axelle Ropert
- Musique : Benjamin Esdraffo
- Montage : François Quiqueré
- Photographie : Sébastien Buchmann
- Décors : Sophie Reynaud-Malouf
- Costumes : Delphine Capossela
- Producteur : David Thion et Philippe Martin
- Production : Les Films Pelléas et Arte France Cinéma
- Distribution : Les Films du Losange et Diaphana Distribution, en association avec la SOFICA Cinémage 10
- Pays d'origine :  France
- Durée : 90 minutes
- Genre : comédie
- Dates de sortie :
  -  Suisse : 5 août 2016
  -  France : 21 décembre 2016

## Distribution
- Mélanie Bernier : Élise
- Bastien Bouillon : Théo
- Antonin Fresson : Léandro
- Chloé Astor : Marina
- Swann Arlaud : Nicolaï
- Laurent Mothe : M. Dimitros
- Thierry Gibault : le conseiller Pôle Emploi
- Camille Caillol : l'addictologue
- Serge Bozon : le voisin rockeur

## Musiques additionnelles
Sauf indication contraire, les informations mentionnées dans cette section peuvent être confirmées par le générique de fin de l'œuvre audiovisuelle présentée ici, ainsi que par la base de données cinématographiques IMDb,  présente dans la section « Liens externes ».
- La Lettre à Élise - Ludwig van Beethoven
- Ne me quitte pas - Jacques Brel

## Commentaire
- La culture grecque structure le film : le rebetiko et le sirtaki sont fréquemment utilisés pour rythmer l'action.